# Les Ordres
Les Ordres o les Ordes és un nucli de població del municipi d'Aiguamúrcia, a l'Alt Camp. És al nord-oest del terme, a la carretera local que l'uneix amb la carretera C-37, prop del Pont d'Armentera. És una petita agrupació d'antigues masies molt properes les unes a les altres, una de les quals es dedica al turisme rural i una altra a la producció agrícola ecològica. L'any 2007 tenia vuit habitants censats.